# Apaches (serie de televisión)
Apaches es una serie, de una sola temporada, basada en el libro homónimo y adaptada por el propio autor Miguel Sáez Carral.
Producida por New Atlantis para la cadena española Antena 3, fue estrenada el 8 de enero de 2018 y está protagonizada por Alberto Ammann, Paco Tous, Verónica Echegui y Eloy Azorín entre otros. La serie es distribuida mundialmente por Netflix desde septiembre de 2017.

## Argumento
La historia, ambientada en el madrileño barrio de Tetuán de los años 1990, arranca cuando Miguel, un joven y prometedor periodista, debe abandonar su acomodada existencia para salvar de la ruina a su familia y vengar a su padre, víctima de la avaricia de unos socios que le estafan y están a punto de acabar con su vida.

## Reparto
- Alberto Ammann - Miguel
- Verónica Echegui - Carol, novia de El Chatarrero
- Paco Tous - Alfredo Medina "El Chatarrero"
- Eloy Azorín - Sastre, amigo de Miguel
- Lucía Jiménez - Teresa, hermana de Miguel
- Claudia Traisac - Vicky, hermana de Miguel
- Ingrid García-Jonsson - Miranda, novia de Sastre
- Elena Ballesteros - Cris, novia de Miguel
- Lluís Soler - Miguel Martos (Padre de Miguel)
- Antonio Dechent - Padre de Sastre
- Críspulo Cabezas - Dela
- Marta Castellote - Asun, novia de Dela
- Tamar Novas - “El flaco”
- Rebeca sala - Marta "La pelirroja"
- Susana Córdoba - Carmen, madre de Miguel
- Pablo Turégano - Agus
- Edgar Costas - Boris
- Nerea Barros - Silvia, novia de Agus
- Juan Gea - Pastor (Joyero)
- Gustavo Rojo - Miguel (Joven)
- David López Gil - Sastre (Joven)
- María de Nati - Carol (Joven)
- Álvaro Villaespesa - Sastre (Niño)
- Iván Luengo - Miguel (Niño)
- Petra Martínez - Rosa
- Juan Margallo - Marido de Rosa
- Fernando Soto - Santos
- Esmeralda Moya - Ana
- Miguel Hermoso Arnao - Tito

## Episodios y audiencias
| Temporada | Temporada | Episodios | Emisión original   | Emisión original    | Audiencia media | Audiencia media | Audiencia media |
| Temporada | Temporada | Episodios | Primera emisión    | Última emisión      | Espectadores    | Cuota           |                 |
| --------- | --------- | --------- | ------------------ | ------------------- | --------------- | --------------- | --------------- |
|           | 1         | 12        | 8 de enero de 2018 | 26 de marzo de 2018 | 1 310 000       | 8,5%            |                 |

### Temporada única (2018)
| N.º | Título                         | Dirigido por       | Escrito por         | Fecha de emisión original | Audiencia         |
| --- | ------------------------------ | ------------------ | ------------------- | ------------------------- | ----------------- |
| 1   | «La mala suerte»               | Daniel Calparsoro  | Miguel Sáez Carral  | 8 de enero de 2018        | 2 259 000 (13,1%) |
| 2   | «La verdad por delante»        | Daniel Calparsoro  | Carlos Montero      | 15 de enero de 2018       | 1 695 000 (10,1%) |
| 3   | «Lealtad»                      | Daniel Calparsoro  | María López Castaño | 22 de enero de 2018       | 1 533 000 (9,9%)  |
| 4   | «Veinte calles»                | Daniel Calparsoro  | Miguel Sáez Carral  | 29 de enero de 2018       | 1 267 000 (7,8%)  |
| 5   | «La ley del barrio»            | Alberto Ruíz Rojo  | María López Castaño | 5 de febrero de 2018      | 1 160 000 (7,0%)  |
| 6   | «Verano indio»                 | Alberto Ruíz Rojo  | Carlos Montero      | 12 de febrero de 2018     | 1 251 000 (8,1%)  |
| 7   | «Desfortuna»                   | Alberto Ruíz Rojo  | Miguel Sáez Carral  | 19 de febrero de 2018     | 1 082 000 (7,2%)  |
| 8   | «Un lugar en el mundo»         | Alberto Ruíz Rojo  | Carlos Montero      | 26 de febrero de 2018     | 1 155 000 (9,5%)  |
| 9   | «La despedida»                 | Miguel Ángel Vivas | María López Castaño | 5 de marzo de 2018        | 1 081 000 (7,5%)  |
| 10  | «Una piedra en el corazón»     | Miguel Ángel Vivas | Miguel Sáez Carral  | 12 de marzo de 2018       | 1 042 000 (7,1%)  |
| 11  | «La noche de los cristales»    | Miguel Ángel Vivas | María López Castaño | 19 de marzo de 2018       | 1 112 000 (7,3%)  |
| 12  | «El hombre que realmente eres» | Miguel Ángel Vivas | Miguel Sáez Carral  | 26 de marzo de 2018       | 1 083 000 (7,0%)  |